# José Domingo Ocampos Irazusta
José Domingo Ocampos fue un ingeniero civil y político paraguayo quien sirvió como 48º Intendente de la ciudad de Asunción. Durante su gobierno se estableció por primera vez los sentidos del tráfico vehicular en las calles de la ciudad.
Nació en Villarrica, departamento de Guairá, el 16 de julio de 1918. Sus padres fueron José Domingo Ocampos y Victoriana Irazusta. Su padre fue un hombre político y de negocios que sirvió como intendente de Villarrica y como miembro del Parlamento Nacional. Además de haber sido el propietario de las tierras donde actualmente está asentado el municipio que lleva su nombre. Su abuelo Cipriano Ocampos fue alférez de Caballería durante la Guerra de la Triple Alianza.
Realizó sus primeros estudios en Villarrica y luego en un colegio en Buenos Aires. Terminó la secundaria en el Colegio Internacional de Asunción. Siguió la carrera de ingeniería civil en la Universidad de Montevideo, Uruguay de donde se graduó en 1946.
Durante la presidencia de Federico Chaves, fue designado Intendente de Asunción cargo que ejerció entre diciembre de 1952 y agosto de 1954.
Luego de la intendencia se dedicó a la docencia universitaria, fue presidente del Centro Paraguayo de Ingenieros y cuando se afrontaron proyectos hidro-energéticos con la construcción de la represa Itaipú, actuó como especialista en hidroelectricidad.  Además de la intendencia municipal, ejerció cargos como director general de obras públicas del Ministerio de Obras Públicas (MOPC) y como miembro del Consejo Nacional de Aeronáutica.
Casado con Margarita Balansá con quien tuvo cinco hijos, falleció en Asunción el 4 de junio de 1999.